# ریپابلیک پلازا سنگاپور
ریپابلیک پلازا سنگاپور (انگلیسی: Republic Plaza) ساختمان تجاری ۶۶ طبقه مستقر در سنگاپور است، که در سال ۱۹۹۸ احداث گردید.